# صفيراء ذهبية الأوراق
صفيراء ذهبية الأوراق (الاسم العلمي:Sophora chrysophylla) هي نوع نباتي يتبع جنس الصفيراء من فصيلة البقولية.